# Jean Pedroso
Pour les articles homonymes, voir Pedroso.
 (juin 2023).
Jean Pedroso, né le 28 janvier 2004 à Carambeí, est un footballeur brésilien. Il joue au poste de défenseur central à Coritiba FC.

## Carrière

### En club
Formé à Coritiba, il fait ses débuts le 10 juin 2023 en championnat lors d'un match nul 0-0 à domicile contre Santos. 

### En sélection
Le 12 janvier 2023, il est convoqué avec les moins de 20 ans pour participer au championnat de la CONMEBOL des moins de 20 ans. Le 3 mai 2023, il est également convoqué pour participer à la coupe du monde des moins de 20 ans en Argentine à la place de Kaiky blessé. 

## Palmarès

### Brésil -20 ans
- Championnat d'Amérique du Sud
  - Champion en 2023